# NGC 772
NGC 772 je galaksija u zviježđu Ovan.

## Vanjske poveznice
- SEDS: NGC 772